# Dorsa Argand
Dorsa Argand – grupa grzbietów na powierzchni Księżyca  o średnicy około 109 km. Dorsa Argand znajduje się na współrzędnych selenograficznych ☾ 28,1°N 40,6°W/28,100000 -40,600000 na obszarze pomiędzy Oceanus Procellarum a Mare Imbrium.
Nazwa grzbietu została nadana w 1976 roku przez Międzynarodową Unię Astronomiczną i pochodzi od Émile Arganda (1879-1940), szwajcarskiego geologa.